# Deng Linlin
Deng Linlin (achternaam: Deng, Chinees: 邓琳琳, Pinyin: Dèng Línlín; Lixin, 21 april 1992) is een Chinees toestelturnster gespecialiseerd in de evenwichtsbalk. In 2008 maakte ze deel uit van het goudwinnende Chinese team op de Olympische Spelen in Peking. In 2009 werd ze wereldkampioene op de evenwichtsbalk en in 2012 pakte ze het goud op de balk op de Olympische Spelen in Londen.

## Biografie
Deng Linlin werd in 2004 toegevoegd aan China's nationale team en maakte in 2008 haar internationaal debuut in het wereldbekercircuit. In Doha won ze dat jaar goud op de balk en zilver op de vloer. In Moskou pakte ze goud op beide onderdelen. Ze maakte tevens deel uit van het Chinese team dat op de Olympische Spelen in thuisland China goud pakte in de landenmeerkamp.
Op de nationale kampioenschappen in eigen land werd ze derde in de meerkamp en bij de paardsprong. Op de Nationale Spelen van 2009 won ze goud in de meerkamp. In 2009 werd ze wereldkampioene op de balk, zevende op de vloer en elfde in de meerkamp op de wereldkampioenschappen. In die meerkamp viel ze van de balk.
De wereldkampioenschappen in 2010 leverden Deng Linlin brons op met het Chinese team en zilver op de balk. Op de Aziatische Spelen nam het team goud mee naar huis en pakte zij het zilver op de balk. In 2012 won ze nog de meerkamp op de nationale kampioenschappen.
Op de Olympische Spelen in Londen van 2012 greep het Chinese vrouwenteam naast een medaille. Deng Linlin pakte later wel het goud op de evenwichtsbalk, voor haar teamgenote Sui Lu en de Amerikaanse Alexandra Raisman.
In juni 2013 maakte ze bekend dat ze na de Chinese Nationale Spelen in september 2013 stopt met turnen. Ze gaat studeren aan de Beijing University.